# Formel Eins 2001
Formel Eins 2001, engl. Originaltitel Formula One 2001, ist ein Rennspiel aus dem Hause Studio 33 (PSX) und Sony Studio Liverpool (PS2) auf dem Stand der Formel-1-Saison 2001. Es ist der sechste Titel aus Sonys Formel-1-Rennspielreihe. Das Spiel wurde für PlayStation 2 am 20. April 2001 in Europa veröffentlicht, am 24. September in Amerika und am 11. Oktober in Japan. Die PlayStation-Variante erschien weltweit am 24. Mai 2001.
Die Entwickler arbeiteten mit den Formel-1-Rennställen Benetton, Jaguar, Jordan und Arrows zusammen. Das Spiel war das erste Spiel, welches das Logitech-Rennlenkrad unterstützte. Formula One 2001 war das letzte Rennspiel, dass für die erste PlayStation-Konsole erschien. Es war außerdem das vorerst letzte Formel-1-Rennspiel, welches in Nordamerika veröffentlicht wurde. Erst nach vier Jahren wurde in Amerika mit Formel 1 2005 wieder ein Formel-1-Spiel veröffentlicht.

## Teams und Fahrer
- Scuderia Ferrari Marlboro
  -  1. Michael Schumacher
  -  2. Rubens Barrichello
- West McLaren Mercedes
  -  3. Mika Häkkinen
  -  4. David Coulthard
- BMW WilliamsF1 Team
  -  5. Ralf Schumacher
  -  6. Juan Pablo Montoya
- Mild Seven Benetton Renault
  -  7. Giancarlo Fisichella
  -  8. Jenson Button
- Lucky Strike BAR Honda
  -  9. Olivier Panis
  -  10. Jacques Villeneuve
- B&H Jordan Honda
  -  11. Heinz-Harald Frentzen
  -  11. Jean Alesi1
  -  12. Jarno Trulli
- Orange Arrows Asiatech
  -  14. Jos Verstappen
  -  15. Enrique Bernoldi
- Red Bull Sauber Petronas
  -  16. Nick Heidfeld
  -  17. Kimi Räikkönen
- Jaguar
  -  18. Eddie Irvine
  -  19. Luciano Burti
  -  19. Pedro de la Rosa1
- European Minardi F1
  -  20. Tarso Marques
  -  21. Fernando Alonso
- Prost Acer
  -  22. Jean Alesi
  -  22. Heinz-Harald Frentzen1
  -  23. Gastón Mazzacane
  -  23. Luciano Burti1

1 Diese Fahrer sind in der späteren Version des Spieles vorzufinden, da einige Fahrer während der Saison die Teams wechselten.

## Rennen
- Großer Preis von Australien
- Großer Preis von Malaysia
- Großer Preis von Brasilien
- Großer Preis von San Marino
- Großer Preis von Spanien
- Großer Preis von Österreich
- Großer Preis von Monaco
- Großer Preis von Kanada
- Großer Preis von Europa
- Großer Preis von Frankreich
- Großer Preis von Großbritannien
- Großer Preis von Deutschland
- Großer Preis von Ungarn
- Großer Preis von Belgien
- Großer Preis von Italien
- Großer Preis der USA
- Großer Preis von Japan

## Limitierte Edition
Bei der limitierten Edition ist neben dem Spiel auch eine CD enthalten, auf der eine Zusammenfassung der Formel-1-Saison 2000 enthalten ist. Man kann hierbei noch auswählen, ob man von der TV-Kamera Ausschnitte sehen will, von den Platzierungen oder gleich die Zusammenfassung mit bzw. ohne Kommentar.

## Rezeption
Formula One 2001 erhielt zumeist eine positive Resonanz. Computer Bild Spiele urteilte „Dieses Spiel richtet sich an alle wahren Fans der Königsklasse des Motorsports“ und vergab eine Note von 1,62 (88 %). Play the PlayStation meinte „Kein Frühstart, aber auch keine Poleposition“ und gab dem Spiel 76 %.